# 长叶酸模
长叶酸模（学名：Rumex longifolius）为蓼科酸模属下的一个种。